# Marquesado de Maratea

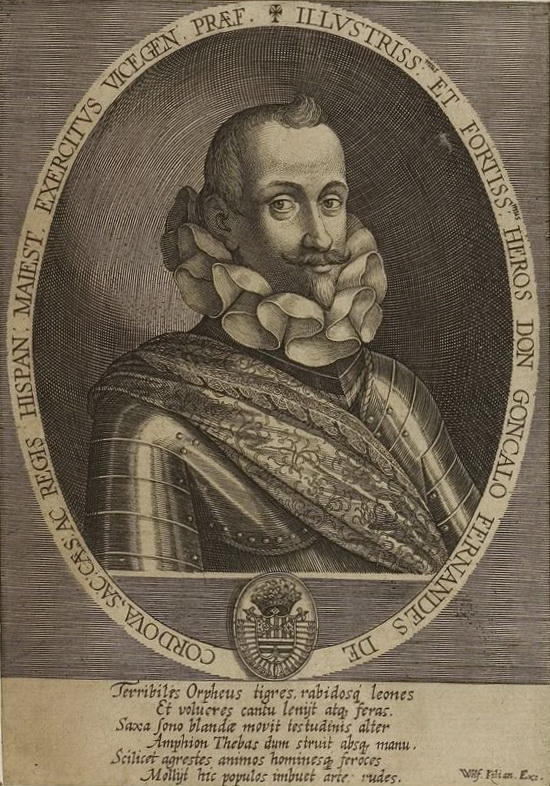
Gonzalo Fernández de Córdoba y Cardona, príncipe de Maratea

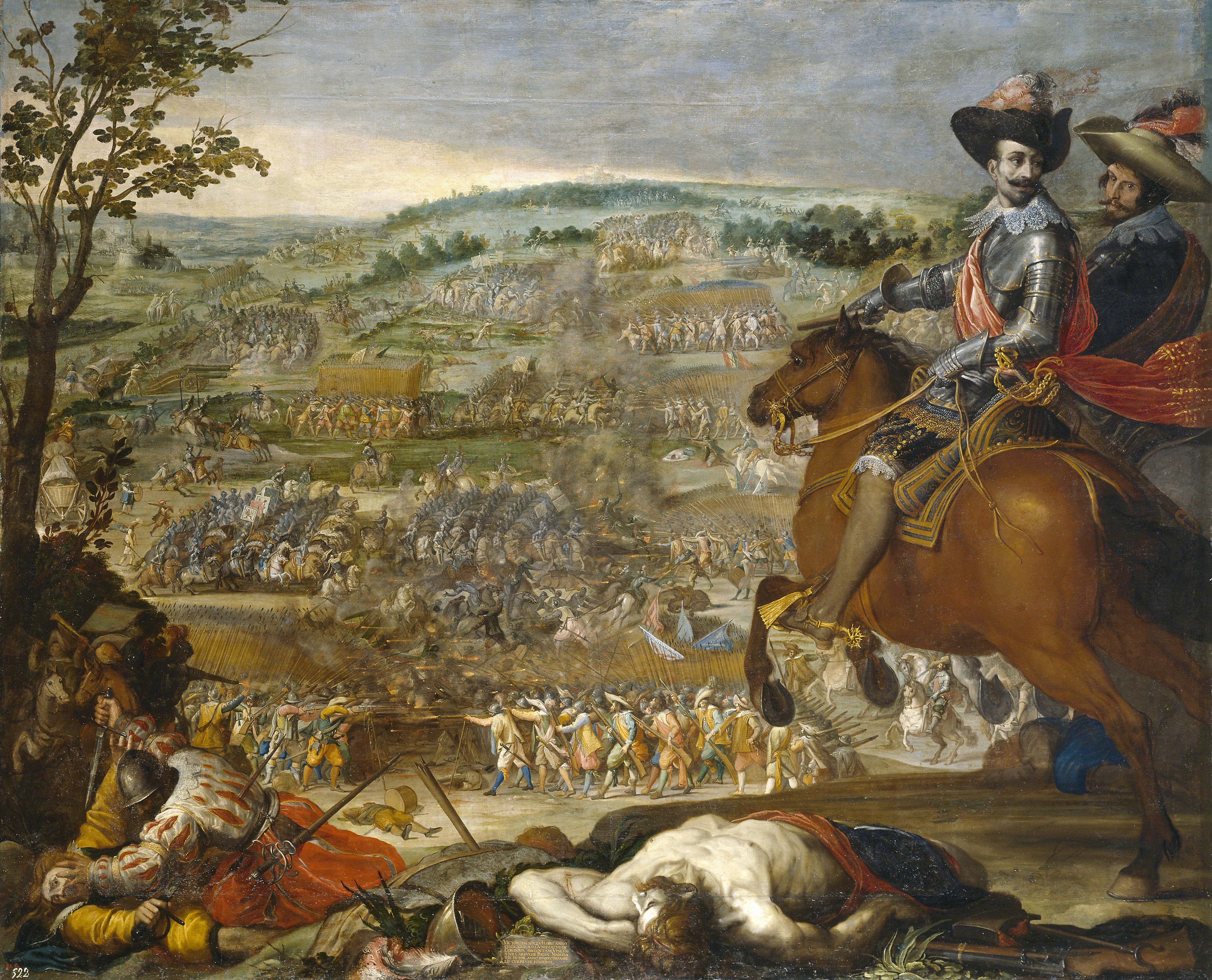
La victoria de Fleurus, por Vicente Carducho, con el príncipe de Maratea en primer término. Colección Museo del Prado

El marquesado de Maratea es un título nobiliario español de carácter hereditario concedido por Real Despacho de Felipe IV el 14 de febrero de 1624 a Gonzalo Fernández de Córdoba y Folch de Cardona, Capitán General del ejército español, Gobernador de Milán, Trece de la Orden de Santiago y bisnieto de  Gonzalo Fernández de Córdoba, el Gran Capitán
El título fue creado por el Rey Felipe IV mediante Real Carta expedida en Santisteban del Puerto, provincia de Jaén, con el rango de príncipe de Maratea y para recompensar los muchos servicios prestados a la Corona Española por el capitán general Gonzalo Fernández de Córdoba y Folch de Cardona en las guerras contra los ejércitos protestantes en el Palatinado.
Su denominación hace referencia a la ciudad de Maratea, en la región de Potenza, Italia, que en el siglo XVII era parte del Reino de Sicilia Citerior (Nápoles), bajo dominación de la Monarquía Hispánica, y que previamente a la concesión de este título, ya era un señorío de la Casa de Sessa como consecuencia de las campañas militares del Gran Capitán, Virrey y conquistador del Reino de Nápoles.

## Príncipes y marqueses de Maratea
|                                                                      | Titular                                                              | Período                                                              |
| Principado de Maratea en el Reino de Nápoles, creación por Felipe IV | Principado de Maratea en el Reino de Nápoles, creación por Felipe IV | Principado de Maratea en el Reino de Nápoles, creación por Felipe IV |
| -------------------------------------------------------------------- | -------------------------------------------------------------------- | -------------------------------------------------------------------- |
| I                                                                    | Gonzalo Fernández de Córdoba y Folch de Cardona                      | 1624-1635                                                            |
| II                                                                   | Luis Fernández de Córdoba y Folch de Cardona                         | 1582-1642                                                            |
| III                                                                  | Antonio Fernández de Córdoba y Folch de Cardona                      | 1600-1659                                                            |
| IV                                                                   | Francisco Fernández de Córdoba,Cardona y Requesens                   | 1626-1688                                                            |
| V                                                                    | Félix Fernández de Córdoba,Cardona y Requesens                       | 1654-1709                                                            |
| VI                                                                   | Francisco Fernández de Córdoba,Cardona y Aragón                      | 1687-1750                                                            |
| VII                                                                  | Buenaventura Fernández de Córdoba y Guzmán                           | 1712-1768                                                            |
| VIII                                                                 | Ventura Osorio de Moscoso y Fernández de Córdoba                     | 1731-1776                                                            |
| IX                                                                   | Vicente Joaquín Osorio de Moscoso y Guzmán                           | 1756-1816                                                            |
| X                                                                    | Vicente Isabel Osorio de Moscoso y Álvarez de Toledo                 | 1777-1837                                                            |
| XI                                                                   | Vicente Pío Osorio de Moscoso y Ponce de León                        | 1801-1864                                                            |
| Marquesado de Maratea, rehabilitación por Juan Carlos I              |                                                                      |                                                                      |
| II                                                                   | María Luisa de la Cierva y Osorio de Moscoso                         | 1925-2017                                                            |
| III                                                                  | Luis Carlos Yanguas y Gómez de la Serna                              | 2020-                                                                |

## Historia Genealógica
- Primer príncipe

Gonzalo Fernández de Córdoba y Cardona, líder y estadista de los Consejos de Estado y de Guerra, alcanzó las más altas cotas de poder militar durante el Reinado de Felipe IV y fue capitán general del ejército español en el Palatinado, gobernador del Milanesado, trece de la orden de Santiago, comendador mayor de Montalbán y alcalde perpetuo de Castilnovo en Nápoles. Asimismo, durante la Dieta de Ratisbona, el emperador Fernando II le nombró príncipe del Sacro Imperio. Por su arte en la guerra y sus sucesivas victorias militares, fue conocido con el sobrenombre de "segundo Gran Capitán".
Descendiente del famoso Gran Capitán por la primogenitura de su abuela paterna Beatriz Fernández de Córdoba y Figueroa, hija de Elvira Fernández de Córdoba y Manrique de Lara, única hija a su vez del héroe, gustó de cambiar el orden de sus apellidos para poder emularle. Era hijo de Antonio Fernández de Córdoba y Cardona, V duque de Sessa, duque de Soma, duque de Baena y conde de Cabra.
Por línea directa agnaticia descendía de uno de los principales y más antiguos linajes de Cataluña y del Reino de Aragón, la Casa de Cardona, y por su línea materna lo hacía de una de las primeras Casas de Castilla, la Casa del Gran Capitán, cuyo jefe era su padre, y que era fruto de la unión de Elvira Fernández de Córdoba y Manrique, única heredera del Gran Capitán y, por tanto, de todos sus títulos, con su primo Luis Fernández de Córdoba y Zúñiga, IV conde de Cabra.  
- Segundo príncipe

Luis Fernández de Córdoba y Folch de Cardona, VI duque de Sessa, IV duque de Baena, VIII conde de Cabra y V duque de Soma. Gran almirante del mar de Nápoles. Nacido en Baena (Córdoba), el 25 de enero de 1582. Hijo de Antonio Fernández de Córdoba y Folch de Cardona, V duque de Sessa, y de Juana Fernández de Córdoba Aragón.
Fue un reconocido mecenas, amigo del genial Lope de Vega del que fue testamentario y albacea. Contrajo matrimonio con Mariana de Rojas, IV marquesa de Poza.
- Tercer príncipe

Antonio Fernández de Córdoba y Folch de Cardona, VII Duque de Sessa, etc. Gran almirante del mar de Nápoles. Contrajo matrimonio con Teresa Pimentel y Ponce de León, hija del VI duque de Benavente.
- Cuarto príncipe

Francisco María Fernández de Córdoba, Cardona y Requesens, VIII duque de Sessa. Nacido en Madrid el 17 de octubre de 1626, y muerto en la misma ciudad el 12 de septiembre de 1688. Militar, caballero de Calatrava, virrey de Cataluña, presidente del Consejo de las Órdenes.
Nació en la que fue una de las más poderosas y ricas familias de la España del siglo XVII, por cuanto en ella se reunían, gracias a las diversas estrategias matrimoniales desarrolladas desde comienzos de la Edad Moderna, muchas de las casas nobiliarias más destacadas de la historia española, entre otras muchas la de Cabra (en Andalucía), la de Sessa (fundada por el Gran Capitán), así como las de Soma o Palamós (en el ámbito de la Corona de Aragón), entre otras muchas.
Reunía, por consiguiente, en su persona una inmensa fortuna repartida por buena parte de España (gracias a la rentabilidad de los señoríos de los que era titular y de las propiedades incluidas en estos), al tiempo que acumulaba una influencia política más que sobresaliente merced a su vinculación con la Corte (desde donde hacía más de dos centurias estaba asentado su linaje), así como a la memoria de las acciones de sus ascendientes. No es de extrañar, por tanto, la acumulación de cargos, dignidades y responsabilidades que recayeron en él, los cuales iban acordes no sólo con la influencia de su linaje, sino también con su posición social y política en España. Su madre fue Teresa Pimentel y Ponce de León, hija del duque de Benavente y miembro de la casa de Arcos por vía materna.
- Quinto príncipe

Félix Fernández de Córdoba y Cardona, IX duque de Sessa. Nació en el Castillo de Cabra (Córdoba), el 11 de enero de 1654, y murió en Madrid el 3 de julio de 1709. Capitán de la Guardia de Corps, presidente del Consejo de Indias y gentilhombre de cámara de S. M. el Rey Carlos II. Casó con Margarita María Teresa de Aragón y Benavides. Caballero de la orden de Santiago por título de octubre de 1684. Sucedió a su padre en el título de duque de Sessa en 1693.
- Sexto príncipe

Francisco Fernández de Córdoba y Aragón, noble y militar español. Sucedió a su padre en 1709. Fue también X duque de Sessa, VIII duque de Soma, XIII conde de Cabra, XII vizconde de Iznájar, conde de Palamós, conde de Oliveto, Avellino, Trivento y Villavix, XXIV barón de Bellpuig, de Calonge, Liñola, Uxafavá, Grande de España, etc. gran almirante de Nápoles, capitán general del mar de aquel reino, caballerizo mayor de la reina Isabel de Farnesio y Caballero y trece de la orden de Calatrava.
Era hijo de Félix Fernández de Córdoba, VII duque de Baena, y de Margarita de Aragón Folch de Cardona. Contrajo matrimonio con su tía carnal Teresa Manuela Fernández de Córdoba Guzmán -hermana consanguínea de su padre- con quien tuvo tres hijos.
- Séptima princesa

Buenaventura Fernández de Córdoba y Guzmán, nacida en 1712 y muerta en 1768. En 1735, fallecido su hermano Francisco Xavier Fernández de Córdoba, heredaría el condado de Cabra y en 1750 sucedería a su padre. Fue también XI duquesa de Sessa, IX duquesa de Soma, XV condesa de Cabra, XIII vizcondesa de Iznájar, etc. Era hija de Francisco Javier Fernández de Córdoba, VIII duque de Baena, y de Teresa Manuela Fernández de Córdoba Guzmán. 
En 1729 contrajo matrimonio con el XI conde de Altamira, Ventura Osorio de Moscoso, uniendo desde este momento a la histórica Casa del Gran Capitán con la Casa Inmemorial de Astorga-Altamira. En 1748 casó en segundas nupcias con José de Guzmán Vélez-Ladrón de Guevara, VI marqués de Montealegre. Hijos del primer matrimonio: Ventura Osorio de Moscoso Fernández de Córdoba, que heredaría las casas de Baena, Altamira, Astorga y Poza, y sería X duque de Baena y XIV marqués de Astorga, entre otros muchos títulos.
- Octavo príncipe

Ventura Osorio de Moscoso y Fernández de Córdoba, X conde de Altamira, caballero del Toisón de Oro. Nacido en Madrid el 15 de diciembre de 1733, y muerto en Madrid el 6 de enero de 1776. Gentilhombre de cámara de Su Majestad y caballerizo mayor de los príncipes de Asturias.
Fue el hijo unigénito del matrimonio formado por Ventura Antonio Osorio de Moscoso y Guzmán Dávila y Aragón, IX conde de Altamira, y Buenaventura Francisca Fernández de Córdoba Folch de Cardona, XI duquesa de Sessa, herederos ambos de los múltiples mayorazgos y mercedes de varios linajes y Casas que posteriormente acumuló Ventura Osorio de Moscoso y Fernández de Córdoba. Sucedió así en el condado de Cabra, con su vizcondado de Iznájar y el señorío-ducado de Baena, también en el condado de Altamira, Monteagudo, de Lodosa, de Arzarcóllar, de Nieva, de Saltes, de Trastamara, de Santa Marta de Ortigueira, de Palamós, de Oliveto, de Avellino y de Trivento, marqués de Ayamonte, de Astorga, de San Román, de Velada, de Leganés, de Almazán, de Poza, de Morata de la Vega, de Mairena, de Villamanrique y de Monasterio, y en los ducados de Sanlúcar la Mayor, de Medina de las Torres, de Soma, de Sessa, de Atrisco, de Terranova, de Santángelo, de Andría, así como en las baronías de Bellpuig, de Calonge, y de Liñola.
Como titular del marquesado de Astorga asumió el cargo de alférez mayor del Pendón de la Divisa de Castilla, así como alférez mayor de la villa de Madrid, teniendo el privilegio de levantar el estandarte Real tras la proclamación de un nuevo rey, función en la que fue inmortalizado su hijo Vicente Joaquín durante la proclamación de Carlos IV, como se aprecia en una obra conservada en el Museo Municipal de Madrid.
Como duque de Sanlúcar la Mayor tomó posesión de la alcaldía del Buen Retiro el 2 de enero de 1759, en virtud del privilegio concedido por Felipe IV a su antepasado Gaspar de Guzmán el 10 de julio de 1630. Este honor le permitía residir en el palacio de San Juan situado en el Real Sitio y permanecer en él durante la estancia del Rey en palacio.
Ocupó los puestos de gentilhombre de cámara de Su Majestad y caballerizo mayor de los príncipes de Asturias. Durante la ejecución de este servicio le fue concedido el Toisón de Oro el 22 de diciembre de 1771, siéndole entregado por el rey el 24 de diciembre de ese mismo año, en presencia de su padrino, el conde de Baños.
En 1772 edificó el Palacio de Altamira, sito en el número 8 de la calle de la Flor Alta de Madrid, obra para la que contrató al arquitecto Ventura Rodríguez. A los títulos y honores descritos se unían la dignidades como Canónigo de León, alférez mayor del Pendón de la Divisa del Cordón de San Francisco y regidor perpetuo de todas las ciudades y villas con voto en Cortes, alcaide del Palacio del Buen Retiro. Junto a los títulos ya mencionados, se encontraban los de príncipe de Aracena, de Maratea, de Jaffa, y de Venosa.
- Noveno príncipe

Vicente Joaquín Osorio de Moscoso y Guzmán, XI Conde de Altamira, Caballero del Toisón de Oro. Nacido en Madrid, el 17 de enero de 1756, y muerto en la misma ciudad, el 26 de agosto de 1816. Consejero de Estado, Director del Banco de San Carlos (actual Banco de España), y Presidente de la Junta Central.
Fue el hijo primogénito de Ventura Osorio de Moscoso y Fernández de Córdoba, conde de Altamira, y de Concepción de Guzmán Guevara y Fernández de Córdoba, hija de los condes de Oñate, heredando todos los títulos, señoríos y mayorazgos de sus padres. Se casó dos veces. La primera, en 1774, a los dieciocho años de edad, con María Ignacia Álvarez de Toledo, hija de los marqueses de Villafranca, de dieciséis años, con la que tuvo seis hijos; y la segunda, en 1806 con María Magdalena Fernández de Córdoba, hija de los marqueses de la Puebla de los Infantes, de veintiséis años de edad, con la que no tuvo descendencia. Murió en Madrid en 1816 a la edad de sesenta años. Todos los autores han resaltado su baja estatura. Lord Holland dijo de él que era el “hombre más pequeño que había visto nunca en sociedad”. El retrato, sentado en una silla, que como director del Banco de San Carlos le hizo Goya no logra disimular su baja estatura. En la Corte corría la anécdota de “que el propio Rey bromeaba con él por ser muy pequeño, a lo cual replicaba que en la Corte era así, pero en sus Estados él era muy grande”. 
Era doctor en Derecho Civil y Canónico por la Universidad de Granada y mostró una clara preocupación por la cultura, asistiendo a la tertulia que se celebraba en casa del conde de Campomanes, donde conoció y trabó amistad con algunos ilustrados, como Cabarrús, Jovellanos o Floridablanca. De gran interés para la historia de la cultura fue su decisión de catalogar la rica biblioteca familiar, tarea que terminó en 1789 su bibliotecario, Pablo Recio.
La endogamia nobiliaria y la vinculación de bienes a través del mayorazgo, conjugadas con una afortunada política matrimonial, propiciaron la concentración de títulos, señoríos y mayorazgos en una sola persona. Desde su fundación, en la época de Juan II, hasta el siglo XVII la Casa de Altamira sufrió pocas modificaciones. En 1600, Gaspar de Moscoso Osorio y Benavides casó con Antonia de Mendoza y Portocarrero, marquesa de Almazán y condesa de Monteagudo, uniendo los tres títulos. Su hijo, Lope, obtuvo en 1614 el título de Grande de España y amplió su patrimonio, al casarse con la marquesa de Poza, Juana de Córdoba y Rojas. Fue, sin embargo, en el siglo XVIII cuando la casa de Altamira se convirtió en una de las más poderosas, al concentrar sus titulares numerosas posesiones señoriales: los estados de Astorga y Velada y otros títulos unidos a ellos (marqués de Villamanrique, Ayamonte, San Román, conde de Trastámara, Villalobos, Santa Marta, Saltés, Nieva, duque de Atrisco, etc.) tras el matrimonio en 1707 entre Antonio Gaspar Osorio de Moscoso y Guzmán y Ana Nicolasa de Guzmán y Córdoba; los bienes del marqués de Leganés, al morir éste en 1711 sin sucesión, entre los cuales estaban los títulos y mayorazgos del conde-duque de Olivares (ducado de Medina de las Torres, de Sanlúcar la Mayor, marquesados de Toral, Morata de la Vega, Mairena, Arzacóllar, etc); los ducados de Soma, Sessa, Baena, Terranova, el condado de Cabra y los principados de Aracena, Maratea, Jaffa y Venosa, entre otros, se incorporaron al casarse en 1731 Ventura Osorio de Moscoso, abuelo de Joaquín Vicente, y Ventura Fernández de Córdoba Folch de Cardona. Al morir sin herederos Antonio Ponce de León Spínola Lancaster, en 1780, Vicente Joaquín heredó la casa de Maqueda. Él mismo, en fin, contribuyó a aumentar la grandeza de su casa, al casar a su hijo, Vicente Isabel, en 1789 con Carmen Ponce de León y Carvajal, hija del duque de Montemar, pues su nieto, Vicente Pío, heredó también los bienes de su madre.
Fue uno de los hombres más poderosos y ricos de su época. Según una encuesta realizada en 1808 sobre las rentas de los nobles residentes en Madrid sólo quince familias percibían más de 1.400.000 reales al año, entre ellas la del conde de Altamira. Antes de la Guerra de la Independencia se esforzó por gestionar bien su hacienda. En la década de 1770 solicitó licencia real para devolver los “principales” de los censos que pesaban sobre los estados de Astorga y Baena, pagando a los acreedores con vales reales, una buena operación que se llevó a cabo en 1801. Pero el saneamiento de su hacienda se vio entorpecido por dos hechos: por la construcción de un enorme y costoso palacio, emprendida en 1771 bajo la dirección de Ventura Rodríguez, en el solar donde antes había estado el del marqués de Leganés, entre las calles de San Bernardo, Flor Alta, la Cueva y la Justa, en el que invirtió enormes sumas de dinero aunque no llegara a terminarlo; pero sobre todo, según su testamento, por “los grandes dispendios y gastos ocurridos por causa de las guerras y el consiguiente menoscabo de las rentas”. Por sus mayorazgos también poseía bastantes cargos y oficios, que a menudo eran ejercidos por tenientes: Alférez de Madrid, Alférez Mayor del pendón de la Divisa de Castilla, Adelantado Mayor del Reino de Granada, Aguacil Mayor Perpetuo del Tribunal de la Inquisición de Sevilla, Aguacil Mayor del Tribunal y Casa de la Contratación, Canciller Mayor Perpetuo de la Audiencia de Indias, Alcalde Perpetuo del Palacio Real y Sitio del Buen Retiro, etc. Además, era Caballero de la Orden del Toisón de Oro, Gran Cruz de la Orden de Carlos III, Gentilhombre de la Cámara del Rey y su Caballerizo Mayor y miembro del Consejo de Estado.
- Décimo príncipe

Vicente Isabel Osorio de Moscoso y Álvarez de Toledo, XII Conde de Altamira. Caballero del Toisón de Oro. Nacido en Madrid el 19 de noviembre de 1777, y muerto en la misma ciudad el 31 de agosto de 1837. Mayordomo mayor de la Reina, su Gentilhombre, fue quince veces Grande de España, siendo el aristócrata más titulado de su tiempo. Además de conde de Altamira, fue duque de Maqueda, duque de Medina de las Torres, marqués de Astorga y, también, duque de Sessa, de Sanlúcar la Mayor, de Soma y de Baena, marqués de Leganés, de Ayamonte, de Villamanrique, de San Román, de Almazán, de Poza, de Morata, de Mairena, de Elche, de Monasterio, de Montemayor y del Águila, conde de Palamós, de Lodosa, de Arzarcóllar, de Villalobos, de Nieva, de Saltés, de Vallehermoso, de Cantillana, de Monteagudo, de Cabra, de Trastámara y de Santa Marta, vizconde de Iznájar, barón de Bellpuig, etc.
Era el primogénito y heredero, de los hijos habidos en el primer matrimonio de Vicente Joaquín Osorio de Moscoso y Guzmán, XI conde de Altamira, con María Ignacia Álvarez de Toledo y Gonzaga, hija de los marqueses de Villafranca del Bierzo.
Su actividad estuvo muy ligada a la Corte, donde los miembros de su familia habían ocupado importantes puestos con anterioridad. Fue también Alférez Mayor de Madrid y procurador en Cortes.
En 1786 fue retratado por Francisco de Goya por encargo de su padre, obra que actualmente forma parte de una colección particular suiza. También de esa época es el retrato realizado por Manuel Salvador Carmona, aguafuerte, buril y talla dulce sobre el papel.
En 1816, tras el fallecimiento de su padre, sucedió en todas sus mercedes, mayorazgos y propiedades.
- Undécimo príncipe

Vicente Pío Osorio de Moscoso y Pónce de León, XIII Conde de Altamira. Nacido en Madrid el 1 de julio de 1801, y muerto en la misma ciudad el 22 de febrero de 1864. Senador, Regidor, Gentilhombre.
Hijo primogénito de Vicente Isabel Osorio de Moscoso y Álvarez de Toledo, XII conde de Altamira, y de su primera esposa, Carmen Ponce de León y Carvajal, V duquesa de Montemar, de quien heredó todas sus mercedes y bienes a la edad de doce años.
Su carrera se desarrolló desde muy joven en el ámbito cortesano, donde comenzó siendo niño. El 30 de junio de 1821 contrajo matrimonio en Madrid, en el palacio de San Andrés de Burdeos, con María Luisa de Carvajal y de Queralt, hija del duque de San Carlos, con la que tuvo tres hijas —María Cristina, María Eulalia y María Rosalía— y un hijo, José María, que se casó con Luisa Teresa de Borbón, infanta de España en 1847, prima hermana de Isabel II.
Tras la muerte de su padre en 1837, Vicente Pío sucedió en todos sus títulos y mayorazgos que, unidos a los recibidos por la rama materna, le convirtieron en el aristócrata que más títulos ha ostentado en la historia de España, cincuenta y cuatro, de los cuales diecisiete con Grandeza de España, además de otras cincuenta y cinco dignidades y cargos. En Vicente Pío Osorio de Moscoso se unen por primera y única vez los mayorazgos, con todos sus bienes, villas, territorios jurisdiccionales, oficios, patronatos, rentas de las casas cuyas líneas representaba, principalmente, las de Osorio (Astorga), Moscoso (Altamira), Cárdenas (Maqueda), Sarmiento (Santa Marta, Atrisco), Fernández de Córdoba (líneas del Gran Capitán y de Cabra), Guzmán (líneas de Medina de las Torres, Saltes, Leganés, Sanlúcar, Morata de la Vega), Folch de Cardona (Soma y Bellpuig), Requesens (Oliveto, Palamós, Avellino), Ponce de León (la Torre de Don Rodrigo), Vicentello (Cantillana, Brenes), Silva (primogénita línea del Águila y Montemayor), Hurtado de Mendoza (Almazán, Monteagudo), Rojas (Poza), Dávila (San Román y Valhermoso), Zúñiga (Nieva y Villamanrique), Carrillo de Albornoz (Montemar), Quesada (Garcíez), Baeza (Castromonte) y Navarra (Lodosa); así como Gran Canciller hereditario del Real Consejo de Hacienda, Canciller Mayor de las Audiencias de Indias, Alcalde Mayor de Toledo, Canónigo Perpetuo de la Catedral de León o Alférez Mayor Perpetuo del Pendón de la Divisa de Castilla.
No obstante estas dignidades no conllevaban un saneado patrimonio. La situación financiera de la familia era, al contrario, cercana a la bancarrota, lo que permitió, en virtud de la aplicación de las leyes desamortizadoras de Mendizábal promulgadas en 1836, a la progresiva y rápida desvinculación de algunos de sus bienes como, por ejemplo, es el caso de la liquidación de las propiedades señoriales vinculadas al marquesado de Elche o la venta a Andrés de Arango en 1842 del palacio de Velada, sus caballerizas, los jardines, fuentes, estanque y huertas adyacentes por 16.000 reales y la causa por la que malvendió su valiosa biblioteca, archivo y parte de su espléndida colección de pinturas. Pero, también por la aplicación de las mencionadas leyes, fue el último en ostentar el cargo de regidor perpetuo de todas las ciudades y villas anexas a sus casas y mayorazgos, y procurador fijo en ellas, que tenían derecho a voto en Cortes.
En 1826 había alcanzado la mayoría de edad, momento desde el cual podía permanecer cubierto en presencia del Rey, merced que alcanzó por suceder a su madre como duque de Baena. Ese mismo año el rey Fernando VII le concedió, mediante Real Decreto de 27 de febrero, la Gran Cruz de Carlos III. Al año siguiente, el 7 de agosto del año, su esposa fue nombrada dama de la Real Orden de la Reina María Luisa. En 1829 fue elegido presidente del Real Cuerpo Colegiado de la Nobleza de Madrid y el 8 de marzo de 1830 solicitó la merced de ser nombrado caballero de Alcántara, lo que le fue otorgado el 25 de agosto de ese mismo año, y donde alcanzó el grado de comendador mayor. Asimismo, fue elegido gran oficial de la Legión de Honor francesa, Caballero Gran Cruz de la Orden Militar de San Juan de Rodas y Malta, Maestrante de la Real de Zaragoza y Comendador de la Orden de San Luis de Parma.
Mantuvo una relación muy cercana con la reina Isabel II, como lo demuestra su presencia, junto a la de otras altas dignidades de la Corte, en el nacimiento de los infantes desde el alumbramiento de la infanta Isabel, en 1851 y destacando su presencia en el nacimiento del Príncipe de Asturias, el futuro Alfonso XII en noviembre de 1857. En 1852, mediante una Real Orden, fue nombrado miembro de la comisión encargada del proyecto de construcción del Hospital de la Princesa en Madrid y tan sólo dos años después su sumiller de Corps que, como jefe de la Real Cámara, implicaba una enorme confianza de la Reina, cargo que ejerció hasta su fallecimiento.
La ejecución de su testamento fue muy complicada, lo que hizo necesaria la creación de una gran comisión testamentaria, la cual garantizó el cumplimiento de lo dispuesto en el documento que otorgó ante el notario de Madrid, Mariano García Sancha, el 7 de agosto de 1861, y donde legaba parte de su rica colección de arte a la reina Isabel II y a su esposo. La importancia y calidad de estas obras deja patente la gran labor de mecenazgo ejercida por la familia Osorio a lo largo de los siglos. Murió en Madrid en 1864 y fue enterrado en la iglesia de San Martín de la capital, la misma iglesia donde había sido bautizado.
- Segunda marquesa

María Luisa de la Cierva y Osorio de Moscoso (2 de junio de 1925-5 de octubre de 2017), bisnieta del último Príncipe de Maratea, Don Vicente Pío Osorio de Moscoso y Ponce de León e hija de los duques de Terranova, marqueses de Poza, condes de Garciez y condes de Ballobar. Rehabilitó el título con la dignidad de marqués. Casó con José Luis Vázquez Dodero, no tuvieron descendencia.
Le sucedió por designación autorizada mediante Real Decreto del Rey Juan Carlos I, del matrimonio de su hermana mayor María del Pilar de la Cierva y Osorio de Moscoso con Luis Carlos de Yanguas y Gómez del Castillo, el nieto de estos, por tanto su sobrino:
- Tercer y actual marqués

Luis Carlos Yanguas y Gómez de la Serna (nacido el 24 de noviembre de 1979). Caballero de la Soberana Orden de Malta. Hijo de Luis Carlos Yanguas y de la Cierva y de Marta Gómez de la Serna y Villacieros.